# Afroapoderus nyashekeanus
Afroapoderus nyashekeanus là một loài bọ cánh cứng trong họ Attelabidae. Loài này được Hustache miêu tả khoa học năm 1939.